# Miliobatiformes
Els miliobatiformes (Myliobatiformes) són un ordre de peixos cartilaginosos del superordre dels batoïdeus. Antigament es trobaven inclosos dins de l'ordre dels raïformes, tot i que estudis filogenètics més recents han demostrat que els miliobatiformes són un grup monofilètic, i que els seus membres van evolucionar cap a formes aplanades de manera independent a la de les raids.

## Classificació
Segons Fishes of the World (J.S. Nelson, 2006), els Myliobatiformes es classifiquen de la següent manera:
- Subordre Myliobatoidei
  - Superfamília Dasyatoidea
    - Família Dasyatidae
    - Família Gymnuridae
    - Família Myliobatidae
    - Família Potamotrygonidae

  - Superfamília Hexatrygonoidea
    - Família Hexatrygonidae

  - Superfamília Urolophoidea
    - Família Plesiobatidae
    - Família Urolophidae

  - Superfamília Urotrygonoidea
    - Família Urotrygonidae
- Subordre Platyrhinoidei
  - Família Platyrhinidae
- Subordre Zanobatoidei
  - Família Zanobatidae